# Trichopoda giacomelli
Trichopoda giacomelli là một loài ruồi trong họ Tachinidae.